# Университет Емори
Университетът Емори (на английски: Emory University) е частно висше училище с изследователски профил в град Атланта, Джорджия, Съединените щати.

## История
Основан е като Колеж Емори през 1836 г. в Оксфорд, Джорджия от малка група методисти и е наречен в чест на Джон Емори, известен епископ на методистката църква.
През 1915 г. с финансовата подкрепа на президента на компанията Coca-Cola малкият колеж се премества в предградие на Атланта и получава статут на университет..
Днес университетът се състои от 9 училища и колежи: Колеж по изкуства и науки, Оксфордски колеж, Висше училище „Лани“, Училище по право, Училище по медицина, Училище за медицински сестри „Нийл Ходжсън Уудраф“, Училище за обществено здравеопазване „Ролинс“, Училище по богословие „Кандлър“ и Бизнес училище „Роберто Гойзует“.
През 2010 г. университетът заема 20-о място в рейтинга на U.S. News & World Report.

## Галерия
- Мемориалът „Глен“ до методистката църква при главния вход на университета
- Училището по медицина на Университета Емори
- Център за изпълнителски изкуства „Дона и Марвин Суорц“
- Училище по право
- Училище по бизнес „Роберто Гойзует“
- Библиотека „Кандлър“
- Часовниковата кула на „Кокс Хол“
- Музей „Майкъл Карлос“

## Известни личности
Преподаватели
- Жан-Франсоа Лиотар (1924 – 1998 г.), френски философ
- Джими Картър (р. 1924), 39-и президент на САЩ (1977 – 1981) (Демократическа партия)
- Салман Рушди (р. 1924), английски писател от индийски произход
- Тензин Гяцо (р. 1935), 14-и Далай Лама
- Джонатан Голдбърг, литературен историк

Възпитаници
- Олбън Баркли (1877 – 1956 г.), американски политик, един от най-значимите дейци на Демократическата партия, вицепрезидент на САЩ (1949 – 1953)
- Нют Гингрич (р. 1943), американски политик
- Ладо Гургенидзе (р. 1975), грузински политик, министър-председател на Грузия (2007 – 2008)
- Кери Хилсън (р. 1982), американска певица
- Стефка Петрова, българска лекарка, специалист по хранене и диететика